# Гибатдинов, Айрат Минерасихович
Айрат Минерасихович Гибатдинов (род. 16 января 1986, Ульяновск) — российский политик, сенатор Российской Федерации от исполнительной власти Ульяновской области. Вошёл в Комитет Совета Федерации по науке, образованию и культуре (с 2021).

## Биография
Родился 16 января 1986 года в Ульяновске.
В 2008 году окончил Ульяновскую сельскохозяйственную академию по специальности «экономист». С 2009 по 2014 год являлся генеральным директором торговой компании «Мастер», в 2013 году избран от КПРФ в Законодательное собрание Ульяновской области. В 2018 году переизбран и стал заместителем председателя законодательного собрания.
В начале сентября 2020 года проиграл суд губернатору Ульяновской области Сергею Морозову, подавшему иск о защите чести и достоинства из-за демонстративной акции Гибатдинова в зале заседаний регионального парламента с обвинением губернатора в наличии связей с лидером «Коммунистов России» Максимом Сурайкиным. 17 сентября 2020 года признан виновным в препятствовании работе городской избирательной комиссии Ульяновска и приговорён к уплате 2 тыс. рублей штрафа (по утверждению самого Гибатдинова, он протестовал против препонов, которые якобы чинила комиссия кандидатам от коммунистов, но председатель ГИК Вадим Андреев заявлял, что на момент появления в помещении Гибатдинова все коммунисты уже были зарегистрированы).
В преддверии выборов в Государственную думу 17-19 сентября 2021 года кандидатуру Гибатдинова в 188-м избирательном округе рекомендовала система сторонников Алексея Навального «Умное голосование» (при подведении официальных итогов победителем стал кандидат от «Единой России» Владислав Третьяк с результатом 47,84 %, а Гибатдинов остался на втором месте с уровнем поддержки 19,47 %).
Указом губернатора Ульяновской области Алексея Русских от 4 октября 2021 года Гибатдинов назначен новым представителем исполнительного органа государственной власти региона в Совете Федерации с 5 октября 2021 года.

## Международные санкции
Из-за поддержки российской агрессии и нарушения территориальной целостности Украины во время российско-украинской войны находится под персональными международными санкциями разных стран. С 9 марта 2022 года находится под санкциями всех стран Европейского союза. С 15 марта 2022 года находится под санкциями Великобритании. С 30 сентября 2022 года находится под санкциями Соединенных Штатов Америки. С 23 марта 2022 года находится под санкциями Канады. С 16 марта 2022 года находится под санкциями Швейцарии. С 21 апреля 2022 года находится под санкциями Австралии. С 3 мая 2022 года находится под санкциями Новой Зеландии.
Указом президента Украины Владимира Зеленского от 7 сентября 2022 находится под санкциями Украины.

## Награды
- Орден «За заслуги перед Херсонской областью» II степени (2025 год, Херсонская область)[8]